# Cayetano Córdova Iturburu
Cayetano Policinio Córdova Iturburu, "Policho" per amici e colleghi (Buenos Aires, 16 febbraio 1902 – Buenos Aires, 25 aprile 1977), è stato uno scrittore, poeta e giornalista argentino, uno dei decani della critica d'arte argentina e membro dell'Accademia Nazionale di Belle Arti.

## Opere
- El árbol, el pájaro y el bosque (1923)
- La danza de la luna (1926)
- España bajo el comando del Pueblo. Cubierta de Pedro Olmos. Vivencias del autor en la Guerra Civil Española (1938)
- La civilización azteca (1944)
- El viento en la bandera (1945)
- Vida y doctrina de Sócrates
- La Revolución Martinfierrista (1962)
- Cómo ver un cuadro: del arte tradicional al informalismo (1962)
- Pettoruti (1980)
- La pintura argentina del siglo veinte (1958)
- 80 años de pintura argentina
- Dónde se habla de las cosas
- Patria Argentina (1967)